# 熊和
熊和（？—1651年（永曆五年八月）），字位育，南昌府南昌縣人，明朝、南明軍事人物。

## 生平
熊和自武舉出身，在黃蜚麾下擔任副總兵，鎮守覺華島。李自成曾經招攬他，但他斬殺來使，同時焚燒招書。黃蜚屯鎮采石，命令熊和扼守蟂磯。清兵來到，他自銅陵回到采石，斬劉良佐的兒子，於胥江戰鬥。黃蜚戰死，熊和帶領孤軍自紹興到福京，隆武帝下詔讓他支援忠誠，不久隆武帝在汀州被殺，他罷兵隱退。永曆二年（1648年）秋天，江西告急，南明朝廷起用他為太子太保、左都督、總兵，跟隨揭重熙在江西、福建出戰百多次。五年（1651年）四月，熊和經過封禁山時被清軍抓獲，利誘他投降，但他大罵不屈服。八月，他寫下自祭文，和傅鼎銓一同在南昌被殺害。

## 引用
1. 1 2  錢海岳《南明史·卷五十四·列傳第三十》：蜚歿，以孤軍朝紹興，謁福京。紹宗命援忠誠。汀州變，罷兵隱。永曆二年秋，江西急，以太子太保、左都督、總兵從（揭）重熙江、閩大小百戰。五年四月，過封禁山，執見清師，誘降，大罵不屈。八月，作自祭文，與（傅）鼎銓同死南昌。
2. 1 2  錢海岳《南明史·卷五十四·列傳第三十》：（熊）和，字位育，南昌人。武舉，從黃蜚，官副總兵，鎮覺華島。李自成招之，斬使焚書。蜚屯采石，命扼蟂磯。清兵至，自銅陵還采石，斬劉良佐子。已從戰胥江。